# 争取文化与民主联盟
争取文化与民主联盟（阿马兹格语：Agraw i Yidles d Tugdut；阿拉伯语：‎，缩写为RCD）是阿尔及利亚的一个政党。它主张世俗主义（莱西泰），主要支持者来自卡比利亚，该地区的主要居民是柏柏尔人。有些人认为它将在阿尔及利亚政治中扮演自由党的角色。
该党现任主席是赛伊德·萨迪，1995年曾参选总统，并获得9,3%的选票。1997年，该党在议会390个席位中占18席。该党还抵制了2002年大选。赛伊德·萨迪在2004年总统选举中得票1.9%。该党在2007年大选中得到19个席位。
该党是民主替代公约力量的成员。